# Orde van Spanje

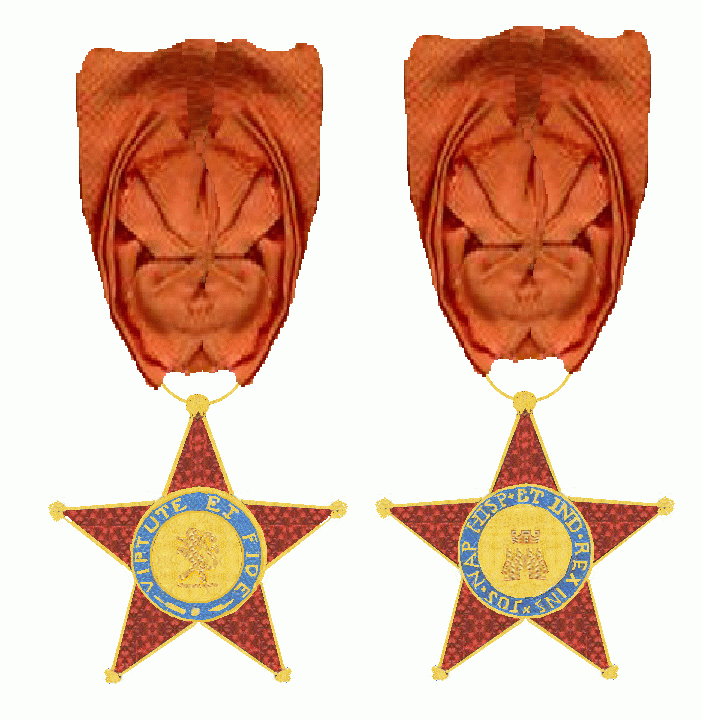
Ridderkruis

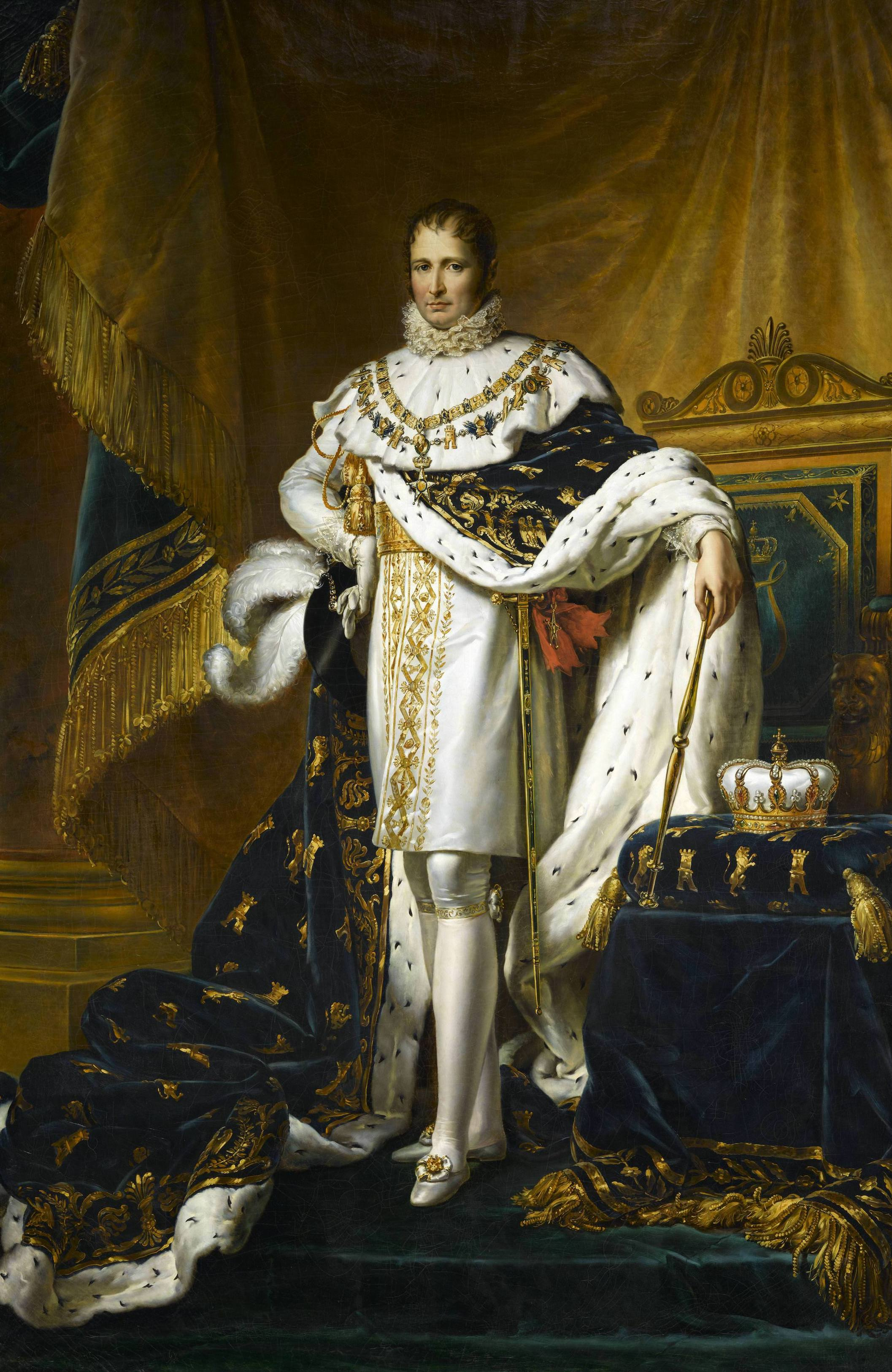
De stichter met de keten van de Koninklijke Ridderorde van Spanje

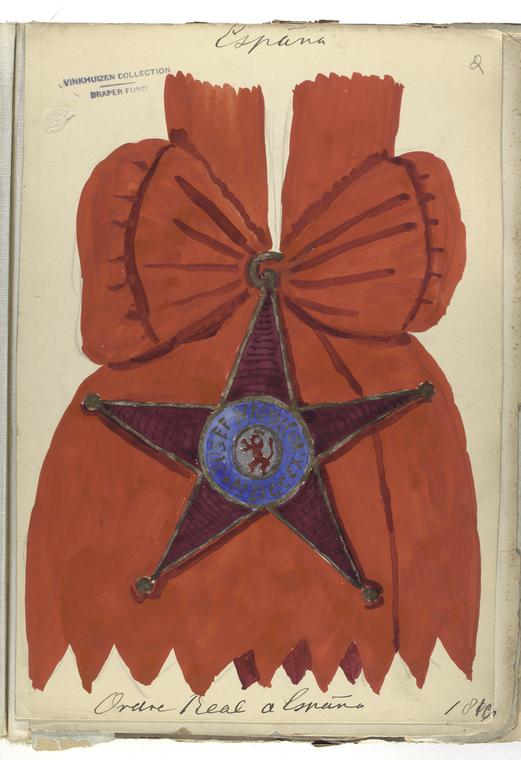
Grootkruis

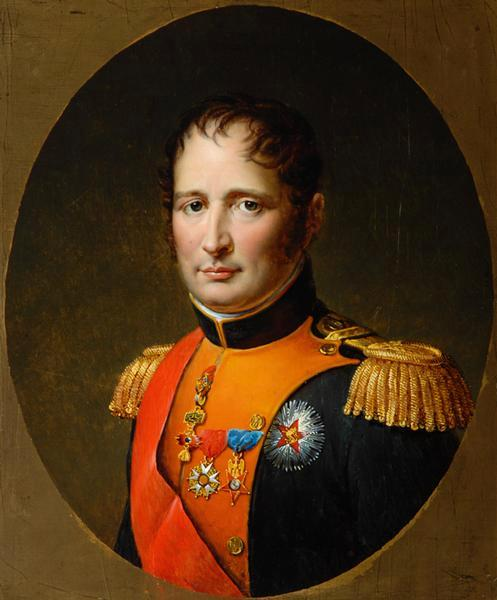
Joseph Napoleon met zijn twee orden en het Legioen van Eer

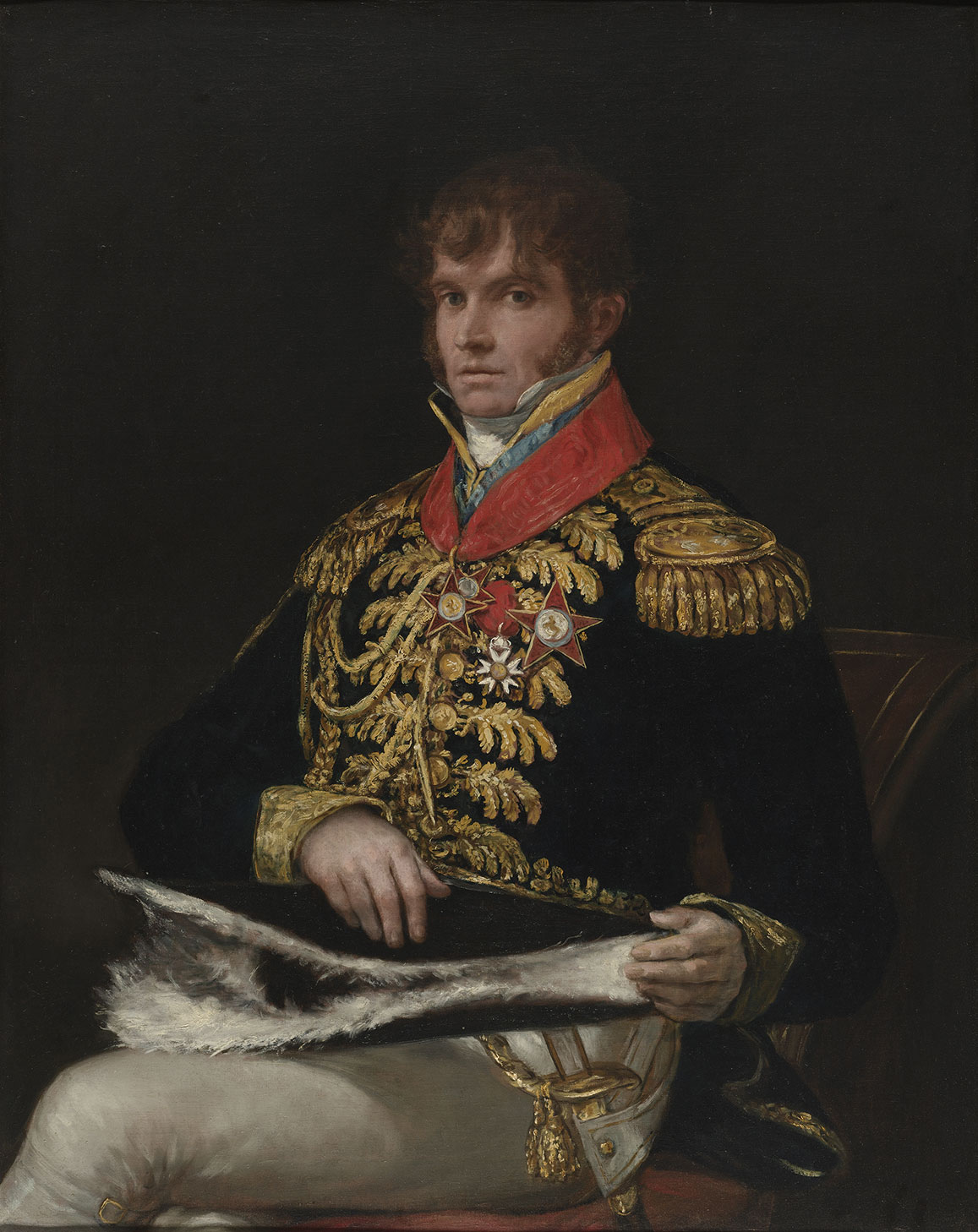
Generaal Guye met ster en versiersel van een Commandeur en daaronder het blauwe lint van de Orde van de Beide Siciliën

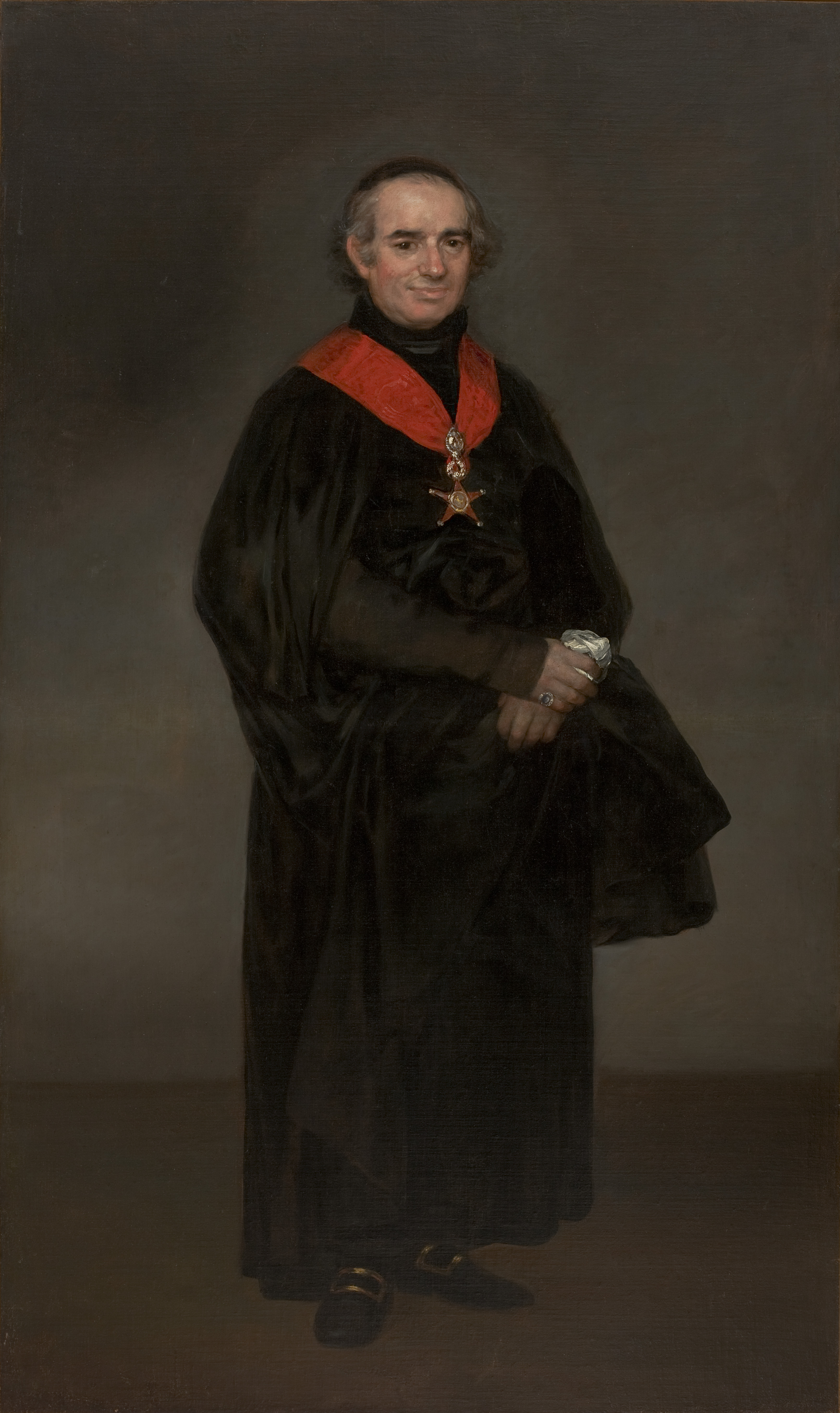
Don Juan Antonio Llorente met het grootkruis aan een lint om de hals

De Koninklijke Ridderorde van Spanje (Spaans: Orden Real de España) was een in 1809 door koning Jozef I van Spanje ingestelde ridderorde.

## Historie
Jozef Bonaparte, Napoleons oudere broer, hield als koning van Spanje de Orde van het Gulden Vlies aan en benoemde zijn broers in deze oude Orde. Hij stichtte zoals alle regerende telgen van het Huis Bonaparte ook een eigen ridderorde. Deze orde verving de Spaanse Orde van Karel III. Omdat Jozef Bonaparte al spoedig door zijn eigen onderdanen en de legers van Wellington werd verdreven heeft de orde slechts kort bestaan.
De eerste benoemingen werden in september 1809 gedaan en de nieuwe Spaanse koning verbood het dragen van de oude Spaanse ridderorden. Na de door Jozef I en zijn Franse hulptroepen verloren slag bij Vitoria op 21 juni 1813 en 's-Konings vlucht uit Madrid speelde de Orde van Spanje geen rol meer in Spanje. De op de troon gerestaureerde Bourbonkoning verbood het dragen van de orde, herstelde de oude Spaanse orden en schafte ook de pensioenen van de Orde van Spanje weer af.
Deze Napoleontische Orde kreeg een rood of wit geëmailleerde omgekeerde vijfpuntige ster als kleinood. Als verhoging koos de koning een gouden beugelkroon. De zilveren ster was rond, met ziet op portretten rode linten.
Jozef I van Spanje nam behalve de Spaanse kroon ook de soevereiniteit over de Orde van het Gulden Vlies over, hij deed dat zonder enig recht. Napoleon en Lodewijk Napoleon werden door hem in de Orde van het Gulden Vlies opgenomen. Op zijn koningsportret droeg hij de keten van de door hem ingestelde Orde van Spanje op de ereplaats aan een langere keten dan het Gulden Vlies.
Onder de ridders was de schilder Francisco Goya.
De orde kreeg als bijnaam de "berenjena" of "Orde van de Aubergine". Er mochten 50 Grootlinten worden benoemd, tijdens zijn korte regering verleende Jozef Bonaparte 39 van deze versierselen. Zoals bij de Napoleontische Orden vaker het geval was hadden de leden van de orde recht op jaarlijkse pensioenen.
De versierselen mochten na de restauratie van de Spaanse Bourbons niet meer worden gedragen en zijn in veel gevallen omgesmolten. De Koninklijke Orde van Spanje is dan ook de zeldzaamste van de Napoleontische Orden.

## Ridders
- Ridder Grootlint (Caballero Gran Banda de la Orden Real de España)
  - Jozef Bonaparte, Grootmeester van de Koninklijke Ridderorde van Spanje, Koning van Spanje
  - Gaspar Melchor de Jovellanos (1744-1811)[6], minister van Financiën van Spanje
  - Carlos Eugénio Correia da Silva, Graaf van Paço de Arcos
  - Generaal Manuel Romero[7]
  - Generaal José Martínez de Hervás marqués de Almenara
  - Generaal Francisco Javier de Negrete, duque de Cotadilla, Kapitein-Generaal van de Garde
  - Generaal Cristophe-Antoine Merlin, Kapitein-Generaal van de Garde
  - Generaal Esteban Giráldez, marqués de Casa Palacio
  - Generaal Edme-Aimé Lucotte
  - Generaal Jean-Baptiste-Alexandre Stroltz.
  - Generaal Andre Francois de Miot, Comte de Melito (1762-1841),
  - Pierre Louis Roederer, economisch adviseur.
- Ridder Commandeur (Caballero comendador de la Orden Real de España)
  - Generaal Nicolas Guye[8]
- Ridder (Caballero de la Orden Real de España)
  - Leandro Fernández de Moratín
  - Francisco Goya (11 november 1811)
  - Juan Antonio Llorente

De lijst is niet compleet

## Versierselen

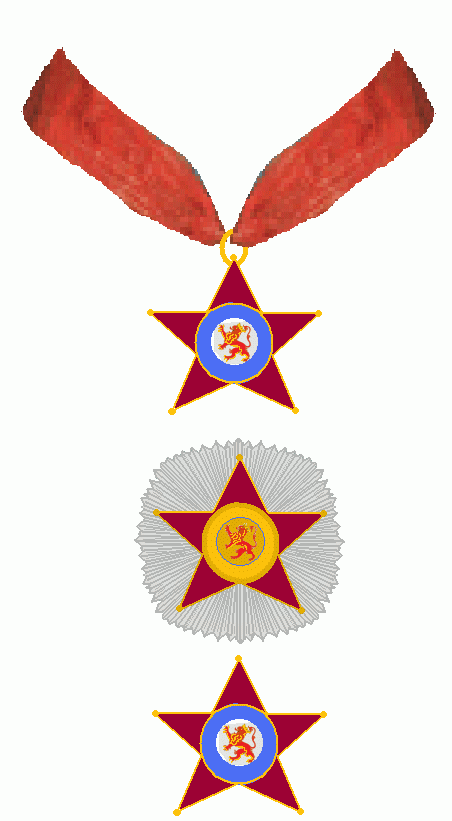

- De Ridders Grootlint droegen bij bijzondere gelegenheden een keten met daaraan het kleinood. Bij minder plechtige gelegenheden werd het kleinood aan een lint over de rechterschouder op de linkerheup gedragen. Waar het lint samenkwam was een strik bevestigd. Op de linkerborst droegen de Grootlinten een ronde zilveren ster met daarop het kleinood van de orde. Aan het begin van de 19e eeuw was het nog gebruikelijk om de sterren van orden te laten borduren en het borduursel met zilverkleurige pailletten te versieren. Zoals gebruikelijk droegen de tot Grootlint benoemde geestelijken hun versiersel aan een breed lint, in dit geval zonder strik, om de hals.
- De Ridders Commandeurs droegen een versiersel aan een lint om de hals. Op de borst droegen zij de rode ster van de orde zonder de zilveren stralen.
- De Ridders droegen een klein versiersel van de orde aan een lint op de linkerborst of in het knoopsgat. Dit ridderkruis werd ook door de hogere graden veel gebruikt.

In de vroege 19e eeuw werden de modelversierselen nog dagelijks gedragen. Knoopsgatversieringen en miniaturen kwamen nog maar zelden voor.
Het kleinood is een donkerrood geëmailleerd gouden ster met vijf punten. Op iedere punt is een gouden bal bevestigd. Rond het medaillon bevindt zich een blauw geëmailleerde ring met daarop in gouden letters het motto van de orde.
Het kleinood werd aan een dieprood lint gedragen. Op de voorzijde staat op de lichtblauwe ring in gouden letters het motto van de koning "VIRTUTE ET FIDE" rond een mat gouden medaillon met een leeuw. Op de keerzijde staat "JOS.NAP, HISP. ET IND REX INS." in gouden letters op een lichtblauwe ring rond een mat gouden medaillon met een toren.
De ronde ster was van zilver.